# Hrabstwo Adams (Idaho)
Hrabstwo Adams (ang. Adams County) – hrabstwo w stanie Idaho w Stanach Zjednoczonych. Obszar całkowity hrabstwa obejmuje powierzchnię 1370,00 mil² (3548,28 km²). Według szacunków United States Census Bureau w roku 2009 miało 3520 mieszkańców. Jego siedzibą administracyjną jest Council.
Hrabstwo zostało ustanowione 3 marca 1911 r. Nazwa pochodzi od nazwiska drugiego prezydenta USA Johna Adamsa.

## Miejscowości
- Council
- New Meadows